# Kilchurn Castle
Kilchurn Castle ist eine Burgruine am Nordostufer von Loch Awe in der Region Argyll and Bute in Schottland. Ursprünglich als fünf Stockwerke hohes Tower House errichtet, zeigen sich in der heute noch sehr gut erhaltenen Burg eine Reihe von Umbauarbeiten aus fast 250 Jahren Geschichte.

## Lage
Über das nördliche Ende von Loch Awe verlaufen alte Verbindungswege von der Westküste ins Landesinnere und in die südlich gelegenen Teile von Argyll, deren Kontrolle die Burg diente. Sie liegt auf festem Untergrund innerhalb von Marschland, das zur Bauzeit noch unterhalb des Wasserspiegels des Sees lag, wodurch Kilchurn Castle ursprünglich vollständig von Wasser umgeben war.

## Geschichte
Das Land rund um die Burg gehörte zunächst dem Clan MacGregor, bis es im 15. Jahrhundert an den Clan Campbell fiel. Colin Campbell of Glenorchy errichtete den ersten Wohnturm etwa um 1420. Im Gegensatz zu vielen Burgen des 15. Jahrhunderts besaß Kilchurn Castle einen Eingang zu ebener Erde. Über dem Eingangsbereich befand sich im ersten Stock die Große Halle, gefolgt von zwei Stockwerken mit unterschiedlich genutzten Wohn-, Arbeits- und Schlafzimmern. In der obersten Etage lag der Dachboden, über den der Zugang zum Dach und dem dort befindlichen Wehrgang erfolgte. Die gesamte Anlage war von einer Ringmauer umgeben, deren Überreste im südlichen Teil bis heute erhalten sind. Zu Beginn des 16. Jahrhunderts wurde Kilchurn Castle von Duncan Campbell mit einem eingeschossigen Speisesaal an der Südwand erweitert. In der zweiten Hälfte des 16. Jahrhunderts fügte Colin Campbell, 6. Earl of Argyll, in einem eigenen Gebäude an der Nordseite des Wohnturmes einige Schlafzimmer hinzu und gestaltete den Wehrgang auf der Ringmauer neu.
Gegen Ende des 16. Jahrhunderts übernahmen die MacGregors of Glenstrae die Burg. Ursprünglich im Besitz der Ländereien um Glen Orchy, wurden sie nach einer Vermählung mit Clan Campbell zu Hütern von Kilchurn Castle ernannt. Diese Vereinbarung dauerte bis zum Ausbruch einer gewaltsamen Fehde zwischen den beiden Familien zu Beginn des 17. Jahrhunderts.
Im Jahr 1616 ließ Duncan, 6. Laird of Campbell, ein zweites Stockwerk auf dem Speisesaal errichten, das gesamte Gebäude nach Osten erweitern und mit dem Wohnturm verbinden. Dies schuf zusätzlichen Lagerraum im Erdgeschoss, im Obergeschoss wurde zusätzlich eine Kapelle eingerichtet. 1681 wurde John Campbell of Glenorchy zum ersten Earl of Breadalbane ernannt. Er ließ um 1693 die letzten Umbauten durchführen: Eine Reihe von militärischen Unterkünften entlang der Nordmauer sowie die Rundtürme wurden errichtet.
Kilchurn Castle hatte eine für schottische Burgen ungewöhnlich ruhige Geschichte, abgesehen von einer kurzen Belagerung im Jahr 1685. John, 1. Earl of Breadalbane, stellte sich gegen Archibald, 10. Earl of Argyll. Es wird aber vermutet, dass diese Konfrontation auf Unstimmigkeiten innerhalb des Clan Campbell zurückzuführen war. Während der Jakobitenaufstände von 1715 und 1745 waren Regierungstruppen in Kilchurn Castle stationiert. Die Campbells versuchten in dieser Zeit vergeblich, die Burg an die Krone zu verkaufen, nachdem sie bereits 1740 ihren Wohnsitz nach Taymouth Castle in Perthshire verlegt hatten.
1760 wurde Kilchurn Castle durch einen Blitzschlag und den folgenden Brand schwer beschädigt und danach endgültig aufgegeben.

## Architektur
Die Struktur der Burg ist heute noch gut erkennbar und gut erhalten. Die Außenmauern stehen noch fast vollständig und geben einen guten Eindruck von der Ausdehnung der Burg. Im Südosten befindet sich mit dem Zentralturm der älteste Teil aus dem 15. Jahrhundert. In den unteren Geschossen sind noch steinerne Zwischendecken vorhanden, so dass die Gewölbe des Kellers und die darüber liegende Küche sichtbar sind. Alle weiteren Zwischendecken des Turms sind heute nicht mehr sichtbar. Innerhalb der Außenmauer gab es zwei größere Wohnhäuser, die direkt an die Mauer oder den Hauptturm angebaut waren. Von ihnen sind noch viele Mauer- und Fensterreste sichtbar. An zwei weiteren Ecken der Anlage stehen die unteren Teile von Rundtürmen aus dem 17. Jahrhundert.

## Die Burg heute
Kilchurn Castle wird heute von Historic Scotland verwaltet und ist während der Sommermonate für Besichtigungen geöffnet. Die Burg kann auf dem Wasserweg von der Ablegestelle am Lochawe Pier an der A85 erreicht werden. Alternativ dazu gibt es einen etwa 700 Meter langen Fußweg, der an einem kleinen, nicht ausgeschilderten Parkplatz am Nordostufer des Loch Awe an der A85 beginnt.

## Fotos

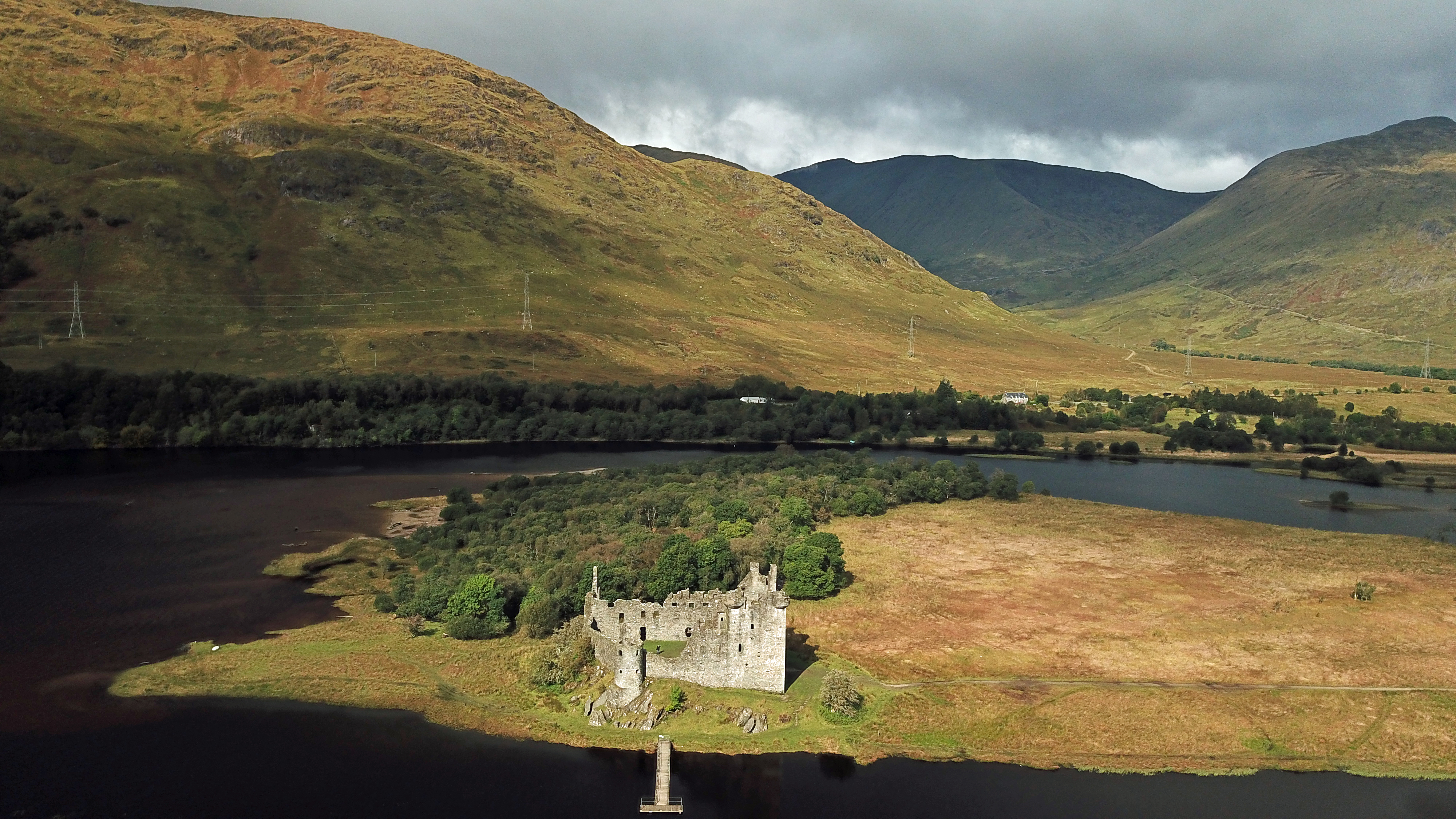
Kilchurn Castle mit Blick über Loch Awe
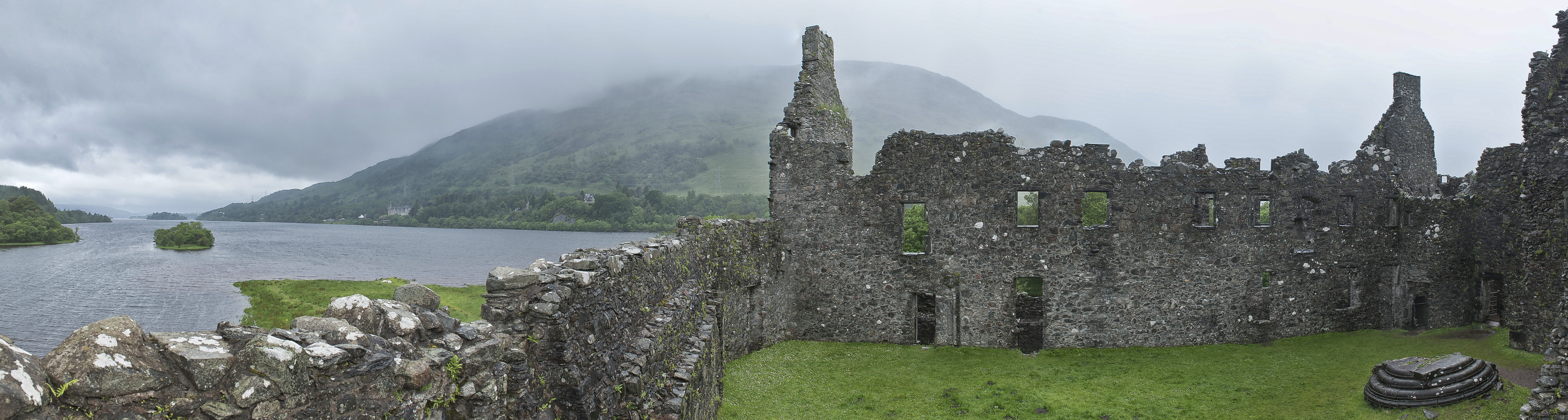
Innenhof
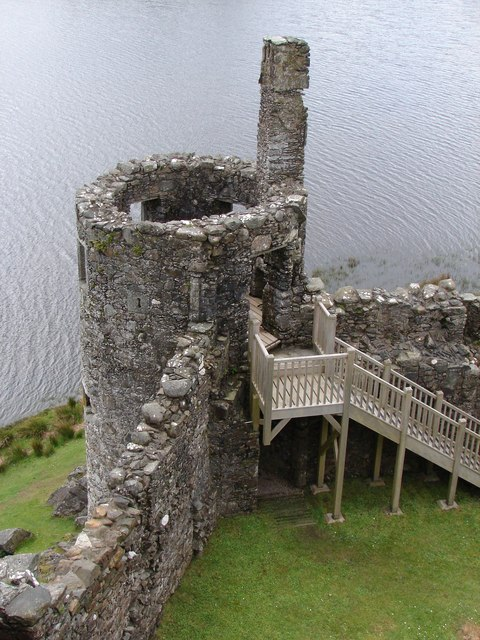
Einer der Rundtürme
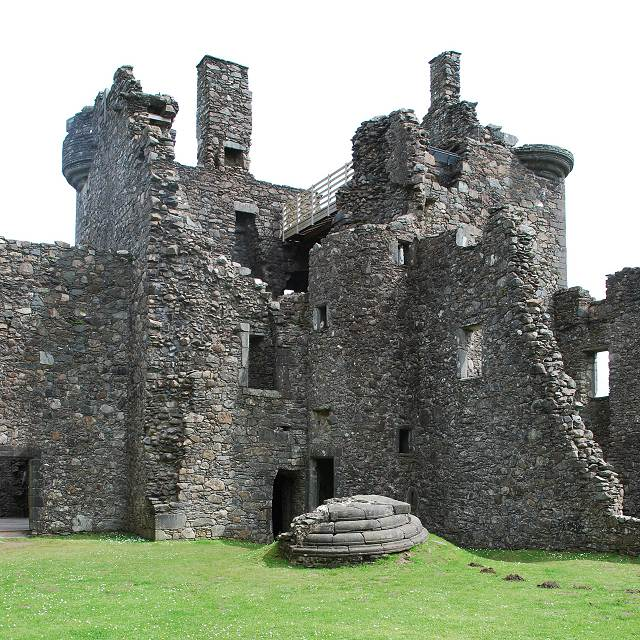
Der Hauptturm
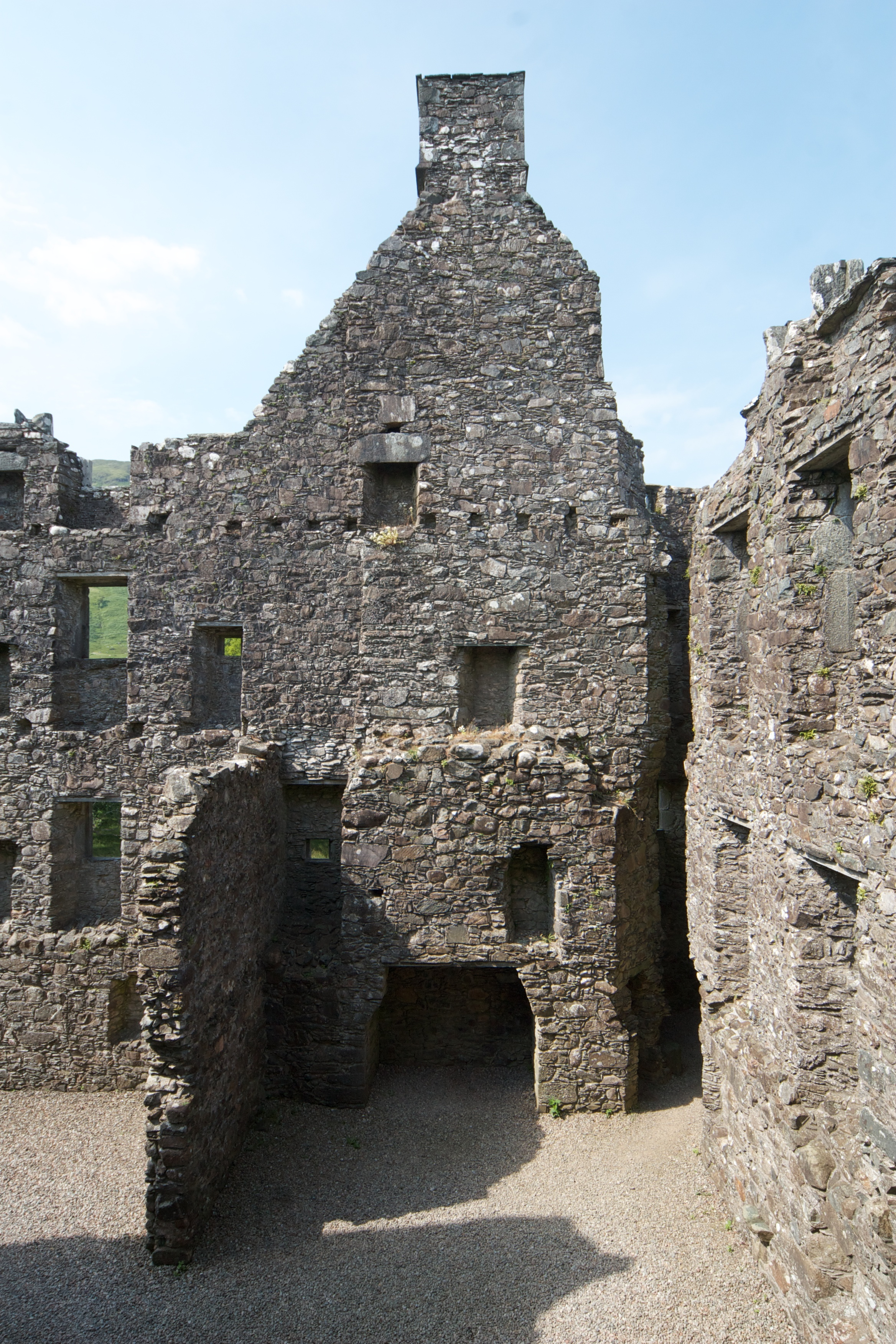
Reste der Wohnhäuser